# Stanisław Wybranowski (zm. 1780)
Stanisław Wybranowski herbu Poraj (zm. w 1780 roku) – chorąży lubelski w latach 1760–1780, podczaszy urzędowski w latach 1758–1760, rotmistrz chorągwi 4. Brygady Kawalerii Narodowej, rotmistrz województwa lubelskiego w 1764 roku.
Poseł na sejm 1762 roku z województwa lubelskiego. Był elektorem Stanisława Augusta Poniatowskiego w 1764 roku z województwa lubelskiego. W 1766 roku był posłem na Sejm Czaplica z województwa lubelskiego.